# Hélie de Talleyrand-Périgord
Hélie de Talleyrand-Périgord (1301 - 17 de janeiro de 1364) foi um cardeal francês, Deão do Sagrado Colégio dos Cardeais.

## Biografia
Nascido na região da Diocese de Périgord, na França, era o terceiro dos três filhos de Hélie VII, conde de Périgord, e Brunissende de Foix. Seu primeiro nome também é listado como Élie, e seu último nome como Talerand e Taleiran. Ele era chamado de o cardeal de Périgord.
Prebendário de Mapesbury, em 1320, foi arquidiácono de Londres, entre 1320 e 1323. Arcediago de Richmond, na Arquidiocese de Iorque, entre 1322 e 1328. Abade de Sainte-Marie de Chancelade, na diocese de Périgueaux.
Eleito bispo de Limoges em 10 de outubro de 1324, provavelmente foi consagrado no mesmo ano. Prebendário do South Newbold, em 1325. Foi transferido para a Sé de Auxerre em 4 de janeiro de 1328; ocupou a Diocese até sua promoção ao cardinalato. Ele foi elevado à púrpura, a pedido do rei Filipe IV da França..
Foi criado cardeal-presbítero no consistório de 25 de maio de 1331, recebendo o título de San Pietro in Vincoli. Passou para a ordem dos cardeais-bispos e assume a sé suburbicária de Albano em 4 de novembro de 1348. Ele foi duas vezes legado na França, pela segunda vez, com o Cardeal Nicola Capocci; eles deixaram a cúria papal em 21 de junho de 1356.. É nomeado Decano do Colégio dos Cardeais, em setembro de 1361. Ele fundou um colégio em Toulouse, uma capela na Catedral de Périgueux, e o mosteiro cartuxo de Vauclaire na diocese de Périgueux. Ele foi celebrado por Francesco Petrarca e outros historiadores..
Morreu em 17 de janeiro de 1364 e foi enterrado na Igreja de Saint-Front in Périgueaux, conforme a sua vontade.

## Conclaves
- Conclave de 1334 - participou da eleição do Papa Bento XII
- Conclave de 1342 - participou da eleição do Papa Clemente VI
- Conclave de 1352 - participou da eleição do Papa Inocêncio VI
- Conclave de 1362 - participou como deão da eleição do Papa Urbano V